# Robert Hammond (Fußballspieler)
Robert Hammond (* circa 1950; † 30. Mai 2017 in den Vereinigten Staaten) war ein ghanaischer Fußballspieler.

## Sportlicher Werdegang
Hammond spielte in den 1970er Jahren bei Hearts of Oak SC, mit dem er mehrfach die ghanaische Meisterschaft und den Landespokal gewann. Zusammen mit ihm bildeten Mama Acquah, Anas Seidu, Peter Lamptey und Mohammed Ahmed Polo die „Fearsome Five“, die torgefährliche Offensive des Klubs. Gemeinsam liefen sie zeitweise auch in der ghanaischen Nationalmannschaft auf. 
Für die Endspiele des Afrikapokals der Landesmeister in den Jahren 1977 und 1979, an denen der Hearts of Oak SC jeweils teilnahm, ist keine Aufstellung überliefert und somit ein mögliches Mitwirken Hammonds derzeit nicht nachweisbar.
Robert Hammond starb am 30. Mai 2017 im Alter von 67 Jahren nach kurzer Krankheit in den Vereinigten Staaten, wo er mit seiner Familie nach der aktiven Laufbahn hingezogen war.